# Break My Stride
Break My Stride è un singolo del cantante statunitense Matthew Wilder, pubblicato nell'agosto 1983 come primo estratto dal primo album in studio I Don't Speak the Language.

## Tracce
Test e musiche di Matthew Weiner e Greg Prestopino.
7"
1. Break My Stride – 3:05
2. Break My Stride (Instrumental) – 3:05

12"
1. Break My Stride (Remix/Club Version) – 5:10
2. Break My Stride (Dub Version) – 4:02

## Successo commerciale
Si tratta del più grande successo del cantante sia in patria che oltre oceano: negli Stati Uniti ha debuttato al numero 94 della Billboard Hot 100 nella pubblicazione del 17 settembre 1983, raggiungendo come picco la 5ª posizione nella sua diciannovesima settimana di permanenza, diventando la sua unica top five. Ha trascorso un totale di ventinove settimane nella classifica. Nel Regno Unito ha raggiunto la quarta posizione della Official Singles Chart, trascorrendo dodici settimane totali nella graduatoria britannica. Inoltre i successivi singoli di Wilder non sono riusciti ad eguagliare i risultati di Break My Stride, rendendo il brano una one-hit wonder.
Nel gennaio 2020 il brano ha riscoperto popolarità grazie ad una challenge virale su TikTok; in seguito a ciò è riuscita a fare una breve riapparizione nella classifica britannica il 30 gennaio 2020 al numero 100.

## Cover
Col passare del tempo la canzone è stata oggetto di numerose cover: le più popolari sono quella del gruppo austriaco Unique II del 1996, successo eurodance che raggiunse le prime posizioni in Europa, Canada e Oceania, e quella del gruppo tedesco Blue Lagoon, tormentone estivo del 2004 che svettò le classifiche in alcuni paesi dell'Europa centrale.

## Classifiche
| Classifica (1983-2020) | Posizione massima |
| ---------------------- | ----------------- |
| Australia              | 6                 |
| Austria                | 8                 |
| Belgio (Fiandre)       | 3                 |
| Canada                 | 5                 |
| Finlandia              | 18                |
| Germania               | 7                 |
| Irlanda                | 3                 |
| Norvegia               | 1                 |
| Nuova Zelanda          | 3                 |
| Paesi Bassi            | 5                 |
| Regno Unito            | 4                 |
| Repubblica Ceca        | 53                |
| Stati Uniti            | 5                 |
| Svezia                 | 14                |
| Svizzera               | 22                |